# Harry Truman Simanjuntak
Harry Truman Simanjuntak (ur. 27 sierpnia 1951 w Pematangsiantar) – indonezyjski archeolog.
Pierwotnie studiował prawo na uczelniach w Medanie i Yogyakarcie. W 1979 r. uzyskał bakalaureat z archeologii na Universitas Gadjah Mada. Edukację kontynuował w Institut de paléontologie humaine (Paryż), gdzie otrzymał magisterium w 1987 r. oraz doktorat w 1991 r.
W latach 1977–1986 pracował w Balai Arkeologi Yogyakarta. W 1992 r. został zatrudniony w Pusat Penelitian Arkeologi Nasional. Założyciel Center for Prehistory and Austronesian Studies (CPAS). W 2015 r., w uznaniu zasług na polu archeologii i wkładu na rzecz rozwoju badań prehistorycznych w Indonezji, został uhonorowany Sarwono Award, nagrodą przyznawaną przez Indonezyjski Instytut Nauk.